# 닉 시먼즈

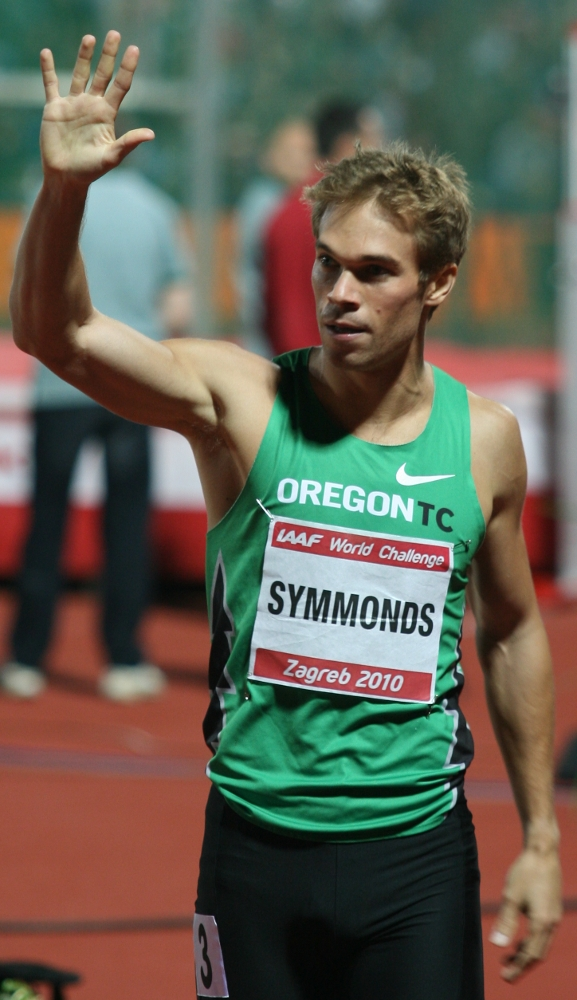
닉 시먼즈

닉 시먼즈(Nick Symmonds, 1983년 12월 30일 ~ )는 미국의 육상 선수이다.